# Gefrituurde kip

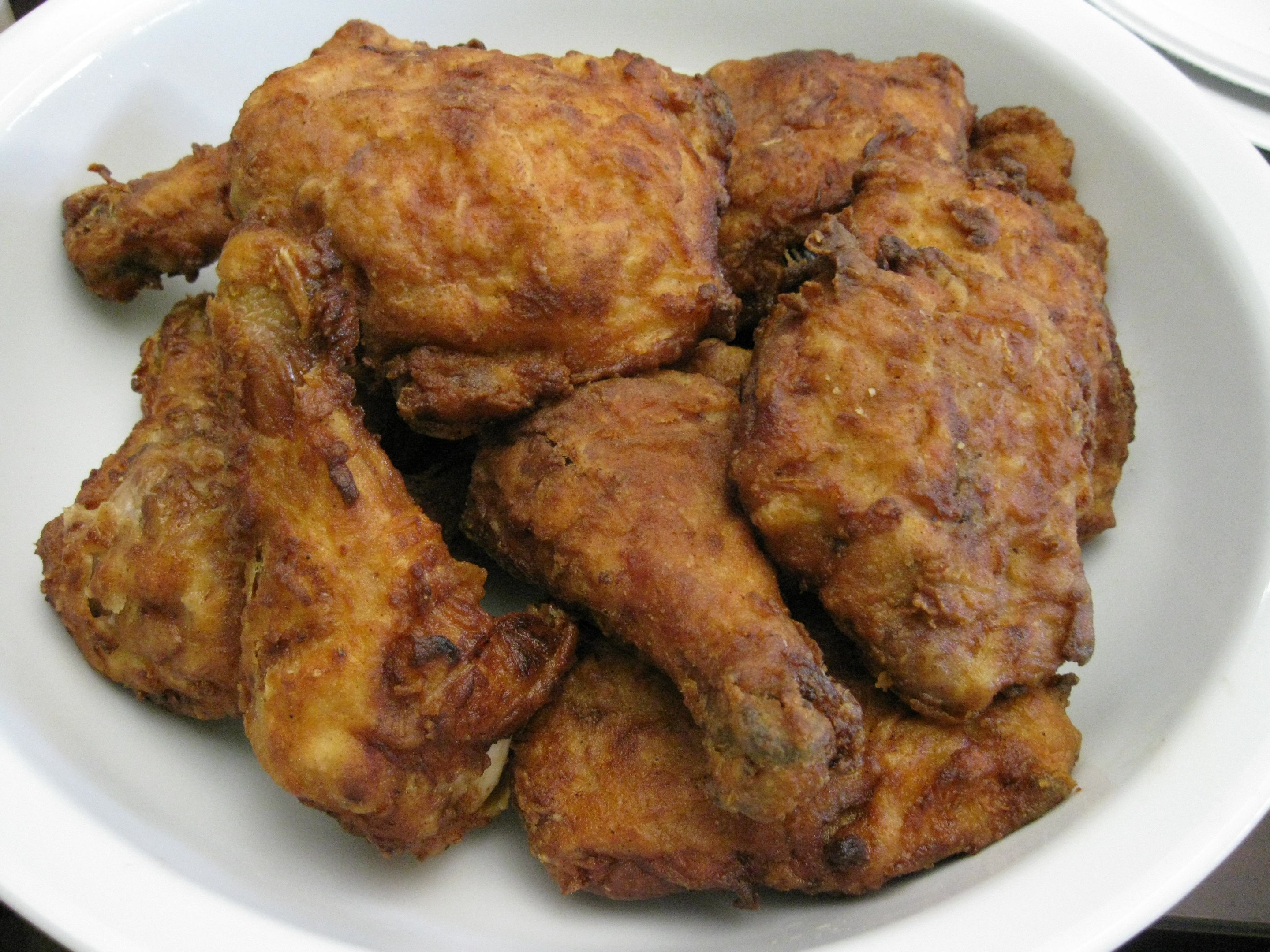
Gefrituurde kip

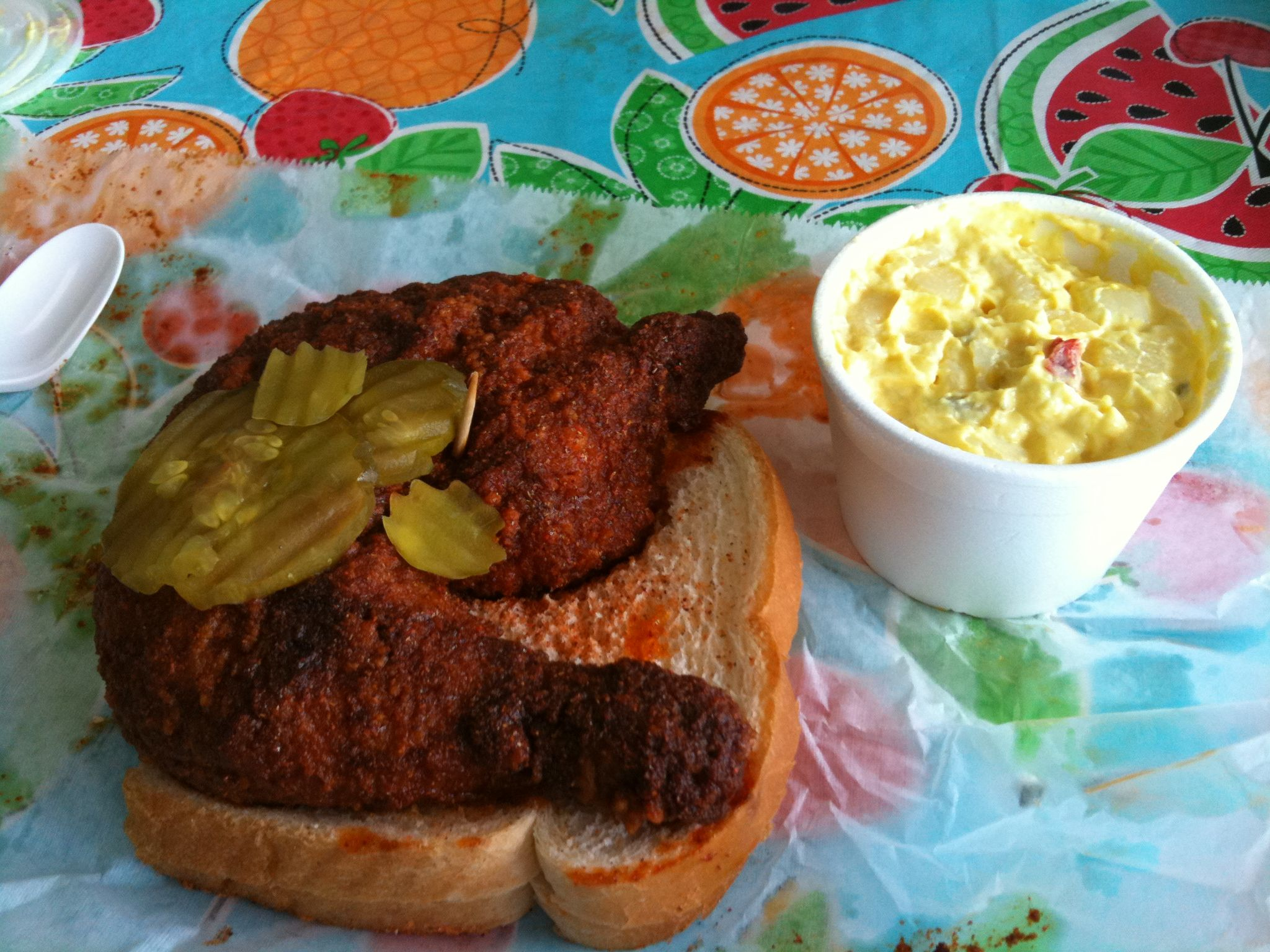
Nashville hot chicken met traditionele condimenten

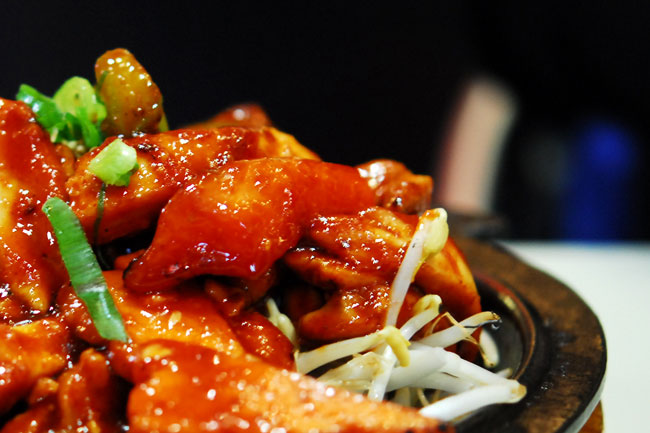
Zuid-Koreaanse Buldak

Gefrituurde kip is een gerecht bestaande uit stukken kippenvlees afkomstig van vleeskuikens. Het vlees wordt bestrooid met meel of in beslag gedompeld en vervolgens gefrituurd. De paneerlaag zorgt voor een krokante korst aan de buitenzijde van het kippenvlees.
Kippenvlees werd in Europa voor het eerst gefrituurd in Schotland, in ongekruide vorm. Tegelijkertijd had een aantal West-Afrikaanse volkeren een traditie van het frituren van gekruide kip, waarbij gebruikgemaakt werd van palmolie. De Schotse frituurtechniek en de West-Afrikaanse kruidtechniek werden gecombineerd door Afro-Amerikanen in de Zuidelijke Verenigde Staten.
Kippenvlees was een dure delicatesse voor de opkomst van synthetische pesticiden in de Tweede Wereldoorlog en de rol hiervan in de ontwikkeling van intensieve veehouderij. Gefrituurde kip werd daardoor enkel op bijzondere gelegenheden gegeten. Aan het eind van de 20e eeuw was door intensieve pluimveehouderij massaproductie van gefrituurde kip ontstaan, waardoor de prijs van het gerecht sterk daalde.
In de Verenigde Staten wordt gefrituurde kip veelal geassocieerd met de Afro-Amerikaanse gemeenschap, wat soms als raciaal stereotype wordt opgevat. In 2012 werd een Burger King-reclamecampagne waarin zangeres Mary J. Blige zong over een krokante kipwrap beëindigd na ophef.
Een fastfoodketen die bekendstaat om de verkoop van gefrituurde kip is Kentucky Fried Chicken.

## Wereldwijde varianten
- Kipnuggets
- Ayam goreng (Indonesië, Maleisië, Singapore, Brunei)
- Buldak (Zuid-Korea)